# Volto di Dio

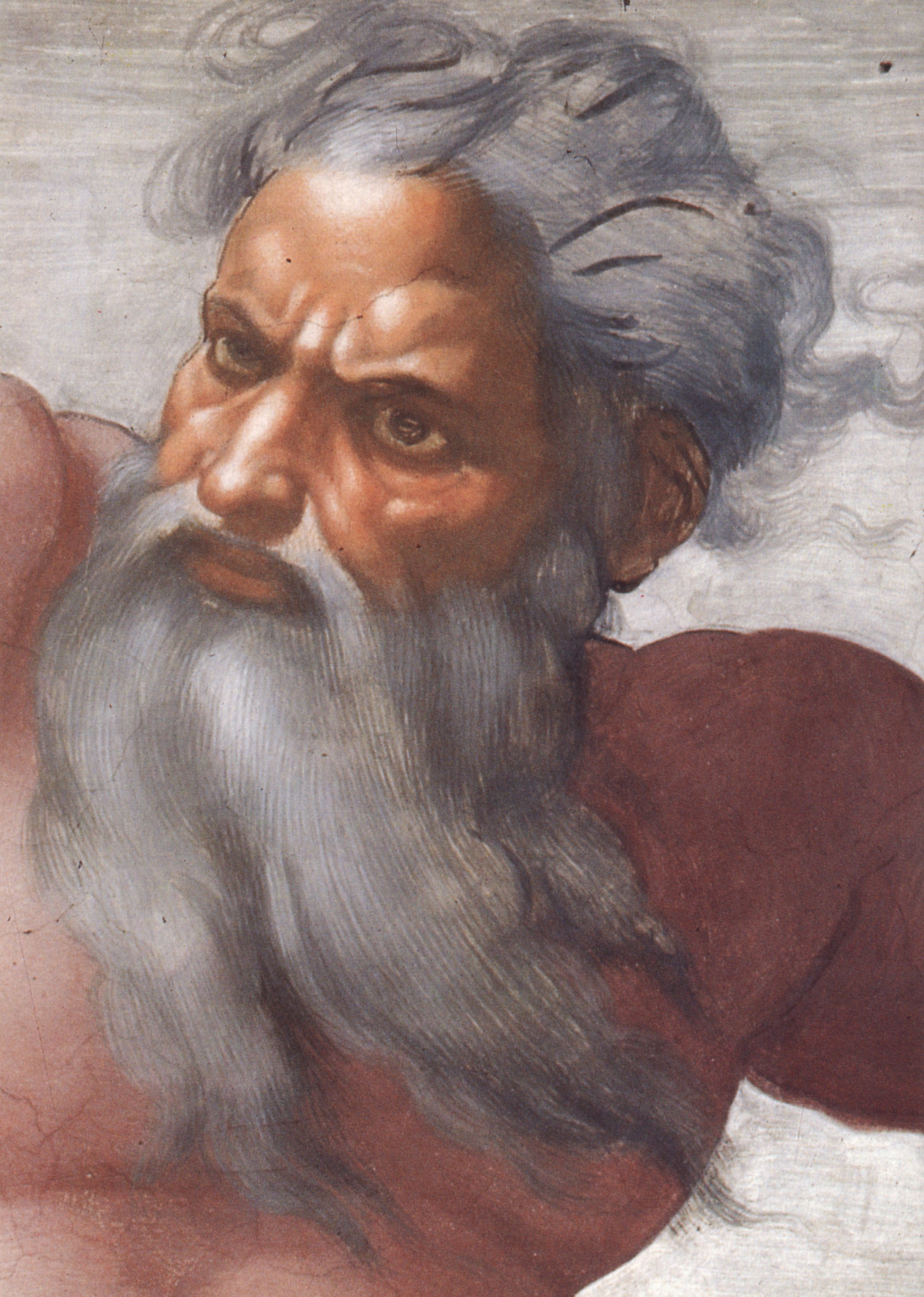
Particolare del Volto di Dio dalla Creazione del sole e della luna di Michelangelo.

Il volto di Dio ha un particolare significato nelle religioni abramitiche.

## Islam
L'Islam considera Dio al di là della visione ordinaria poiché il Corano afferma: "le viste non possono raggiungerLo; Egli può ottenere le viste".  Altri versi indicano che Dio sarebbe visibile nell’aldilà.
Il Corano fa molti riferimenti al volto di Dio, ma  l'uso della parola araba per 'volto fisico' –wajh- è simbolico, impiegato cioè per riferirsi alla presenza di Dio che - sempre nell'Islam - è ovunque: "ovunque ti giri, c'è il volto di Dio».

## Nell'Ebraismo e nel Cristianesimo

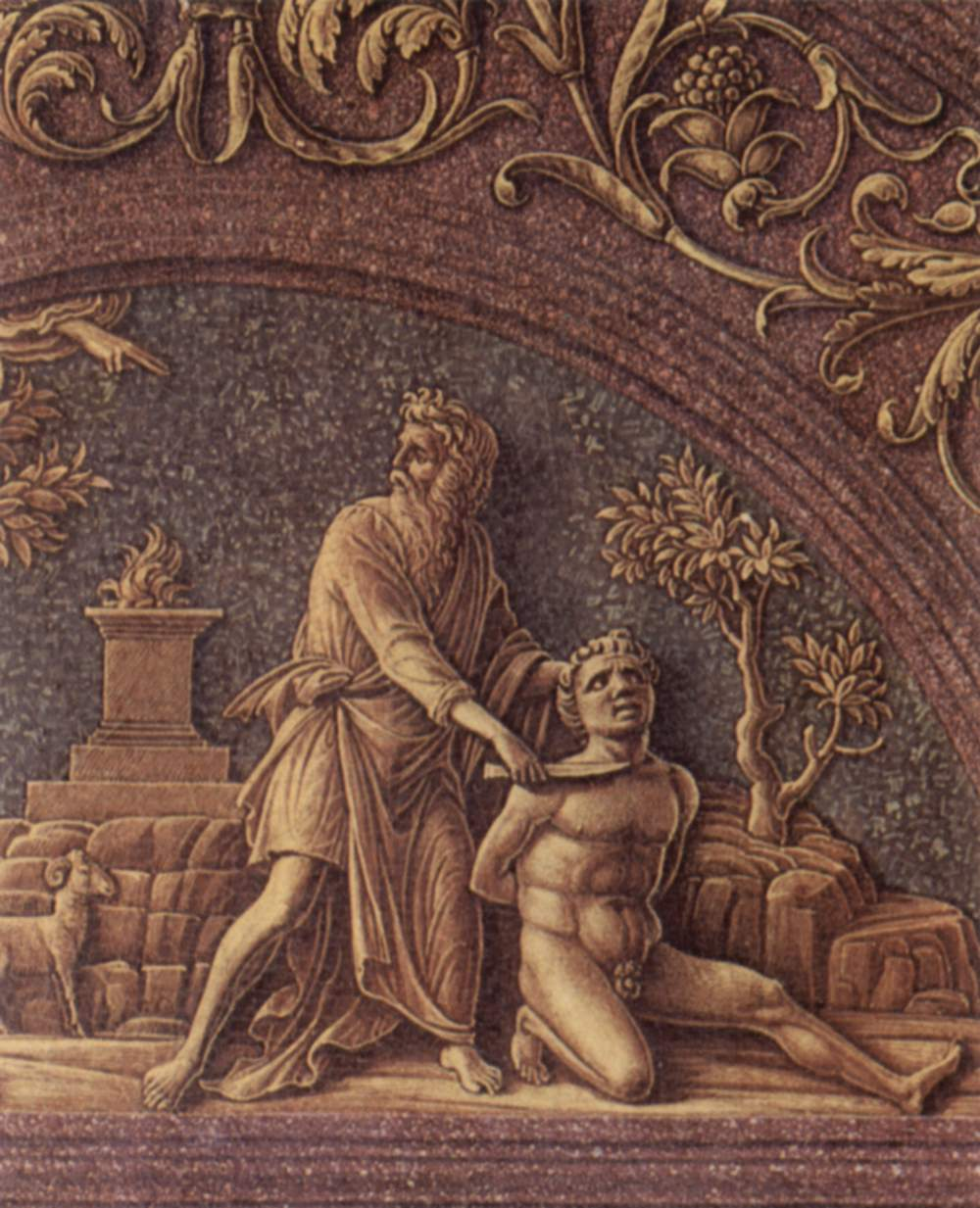
Andrea Mantegna,’’Sacrificio di Isacco’’: la mano di Dio fu l’unica parte del corpo di Dio mostrata nell’arte per molto secoli.

Nell'Ebraismo e nel Cristianesimo, il concetto è la manifestazione di Dio piuttosto che l'immanenza di un angelo inviato da Dio, anche se un mortale non sarebbe in grado di guardarlo direttamente. Nella mistica ebraica si crede tradizionalmente che anche gli angeli che lo assistono non possano sopportare di vedere direttamente il volto divino. Laddove ci sono riferimenti a incontri nell’ambito di visioni, si pensa che queste siano doni divini prodotti tramite l'immaginazione umana, come nei sogni o, in alternativa, uno spettacolo della gloria divina che circonda Dio, suo attributo e quasi diffusione all'esterno, non contatto visivi con la Divinità vera e propria.
La benedizione trasmessa da Mosè ai figli di Israele in 6:24 recita:
Il Signore ti benedica e ti protegga! Il Signore faccia risplendere il suo volto su di te e ti sia propizio! Il Signore rivolga verso di te il suo volto e ti dia la pace!'".
Il nome della città di Penuel significa letteralmente il "volto di Dio" in ebraico (32:24-32). Tale nome fu scelto da Giacobbe dopo il suo incontro con l’angelo. Poiché il suo volto sembrava divino, Giacobbe affermò di aver visto il volto di Dio.
1 Corinzi 13:12 insegna che solamente dopo la morte l’uomo può conseguire la visione del volto di Dio ‘’faccia a faccia’’ e non più imperfetta e mediata "come in uno specchio" dalla fede. Ciò è coerente con le parole di Dio rivolte a Mosè:  «Tu non potrai vedere il mio volto, perché nessun uomo può vedermi e restare in vita» (Esodo 33, 20). Secondo le chiese cristiane, gli angeli e le anime dei defunti salve in Paradiso godono della piena visione beatifica del Volto di Dio.

## Nel paganesimo
Nelle religioni pagane, il volto di Dio può essere inteso in senso letterale come il volto di un idolo in un tempio. Nelle preghiere e nelle benedizioni, il concetto era più metaforico e indicava l'attenzione favorevole della divinità. Ad esempio, nella benedizione babilonese:
"Possa Ea gioire per te!
Possa Damkina, la regina degli abissi, alleggerirti con il suo volto!
Possa Marduk, il grande soprintendente degli Igigi, sollevare la tua testa!".

## Nell’arte
In diversi punti della Sinagoga di Dura Europos Dio era rappresentato dalla mano fino all’avambraccio. L’arte cristiana proseguì la convenzione ebraica di rappresentare Dio con la Sua mano, ma iniziò anche a raffigurare Dio Figlio, in particolare grazie al racconto biblico di Adamo ed Eva.
Lo sviluppo delle immagini complete di Dio Padre nell'arte occidentale avvenne molto più tardi. I capelli canuti riflettono il nome biblico di ‘Antico dei Giorni’’, presente negli scritti del profeta Daniele. Prima che diffondesse gradualmente questa iconografia di Dio Padre, le tre persone della ss. Trinità erano raffigurate insieme con l’apparizione di Gesù.
Nell'Ortodossia orientale la rappresentazione di Dio Padre rimase inusuale e fu vietata in vari concili ecclesiastici; molti dei primi protestanti fecero lo stesso e nella Controriforma la Chiesa cattolica scoraggiò la precedente varietà di raffigurazioni, ma sostenne esplicitamente l'Antico dei giorni.

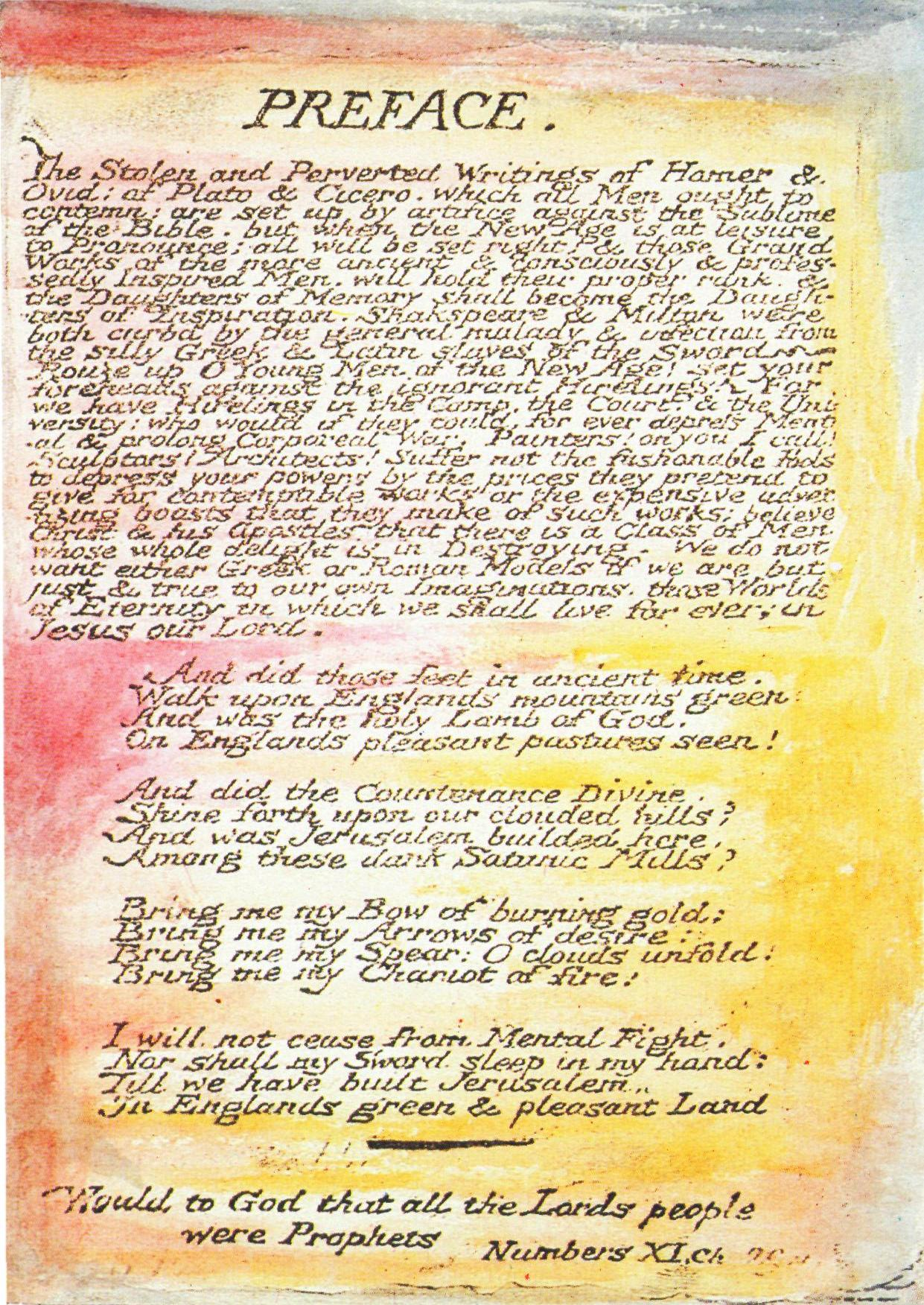
La prefazione al poema di Blake Milton.

La descrizione dell'Antico dei Giorni, identificato con Dio dalla maggior parte dei commentatori, nel Libro di Daniele è l'approccio più vicino a una descrizione fisica di Dio nella Bibbia ebraica:
(Daniele 7:9)
Il volto divino è menzionato nel poema And did those feet in ancient time di William Blake  che apparve per la prima volta nella prefazione al poema epico Milton: A Poem in Two Books. Blake apprezzò molto il lavoro di Milton, esclamando: «Ho la felicità di vedere il volto divino in... Milton più distintamente che in qualsiasi principe o eroe».